# Colombier-en-Brionnais
Colombier-en-Brionnais là một xã của Pháp. Xã này nằm ở tỉnh Saône-et-Loire trong vùng Bourgogne-Franche-Comté. Diện tích xã là 13,37 km2.

## Biến động dân số
| 1962 | 1968 | 1975 | 1982 | 1990 | 1999 |
| ---- | ---- | ---- | ---- | ---- | ---- |
| 300  | 338  | 287  | 270  | 256  | 235  |